# Regne de Síria
El Regne Àrab de Síria (àrab: المملكة العربية السورية, al-Mamlaka al-ʿArabiyya as-Sūriyya) va ser el primer estat modern àrab que va existir, però només va durar un poc més de quatre mesos (8 de març–24 de juliol de 1920). Durant la seva breu existència, el regne va ser dirigit per Faisal I ben Hussein fill del xerif Hussein ben Ali. Malgrat les seves reclamacions al territori d'una Gran Síria, el govern de Faisal controlava una àrea limitada i depenia de la Gran Bretanya que, juntament amb França, generalment s'oposaven a la idea d'una Gran Síria i es va negar a reconèixer Faisal com a rei. El regne es va rendir als francesos el 24 de juliol de 1920.

## Fonaments
La Revolta Àrab i la correspondència McMahon–Hussein són factors clau en els fonaments del Regne Àrab de Síria. En la correspondència McMahon–Hussein la promesa d'un Regne Àrab Unit fou feta pels britànics a canvi d'una revolta àrab contra els otomans. Com les promeses d'independència van ser fetes pels britànics, es van fer acords separats incloent l'acord Sykes–Picot amb els francesos. En definitiva, la implementació de l'Acord Sykes–Picot havia de portar a la deslegitimació i la destrucció del Regne Àrab de Síria. Malgrat la importància de la Revolta Àrab els moderns països àrabs formats com a resultat, al mateix temps hi va haver importants desconfiances i fins i tot oposició a la idea d'un regne àrab o una sèrie de regnes àrabs.
Això és degut, en part, a la forta influència dels francesos i britànics per forçar la revolta i per establir el que és considerat per als estàndards moderns estats titelles.:185–191 Els crítics afirmen que aquesta participació de les potències estrangeres aportant grans quantitats de diners i ajuda militar per a establir un imperi que hauria de ser liderat per aspirants imperials més que per nacionalistes àrabs, fou la principal causa de la manca de durada de la majoria dels primers regnes haiximites (Regne de Hejaz i Regne de l'Iraq). Els crítics van més enllà i afirmen que era un anatema per a molts àrabs que la família del xerif de la Meca, els haiximites, pogués lluitar per control amb el sultà otomà, al qual la seva fidelitat havia perdurat durant segles.:187

## El govern constitucional àrab
A prop del final de la primera Guerra Mundial, la força expedicionaria britànico-egípcia sota el comandament d'Edmund Allenby va capturar Damasc el 30 de setembre de 1918. Poc després, el 3 d'octubre, Faisal entrava a la ciutat. El goig seria de curta durada, ja que Faisal aviat va conèixer l'acord Sykes–Picot. Faisal esperava un regne independent àrab en nom del seu pare, però ben aviat es va parlar de la divisió del territori i Síria va caure dins la part francesa. Faisal, òbviament, no va apreciar aquesta traïció per part dels britànics, però es va tranquil·litzar al saber que la partició seria treballada per canviar-se en una data posterior quan la guerra hagués acabat. Probablement esperava que els britànics canviarien el seu suport a les pretensions franceses a Síria. Així, el 5 d'octubre, amb el permís del General Allenby, Faisal va anunciar l'establiment d'un govern constitucional àrab total i absolutament independent.
Faisal va anunciar que seria un govern àrab basat en la justícia i la igualtat per a tots els àrabs, independentment de la religió. Per a gran disgust del Ministre francès Georges Clemenceau, l'establiment d'un estat semi-independent estat àrab sense reconeixement internacional i sota els auspicis dels britànics va ser desconcertant. Fins i tot les garanties d'Allenby de que totes les accions realitzades eren provisionals no va facilitar l'eliminació de les tensions entre els britànics, els francesos i els àrabs. Per nacionalistes àrabs, i molts dels àrabs que van lluitar en la Revolta Àrab, aquesta va ser la realització d'un objectiu llarg i difícil pel que havien lluitat.

## La determinació de l'estatus

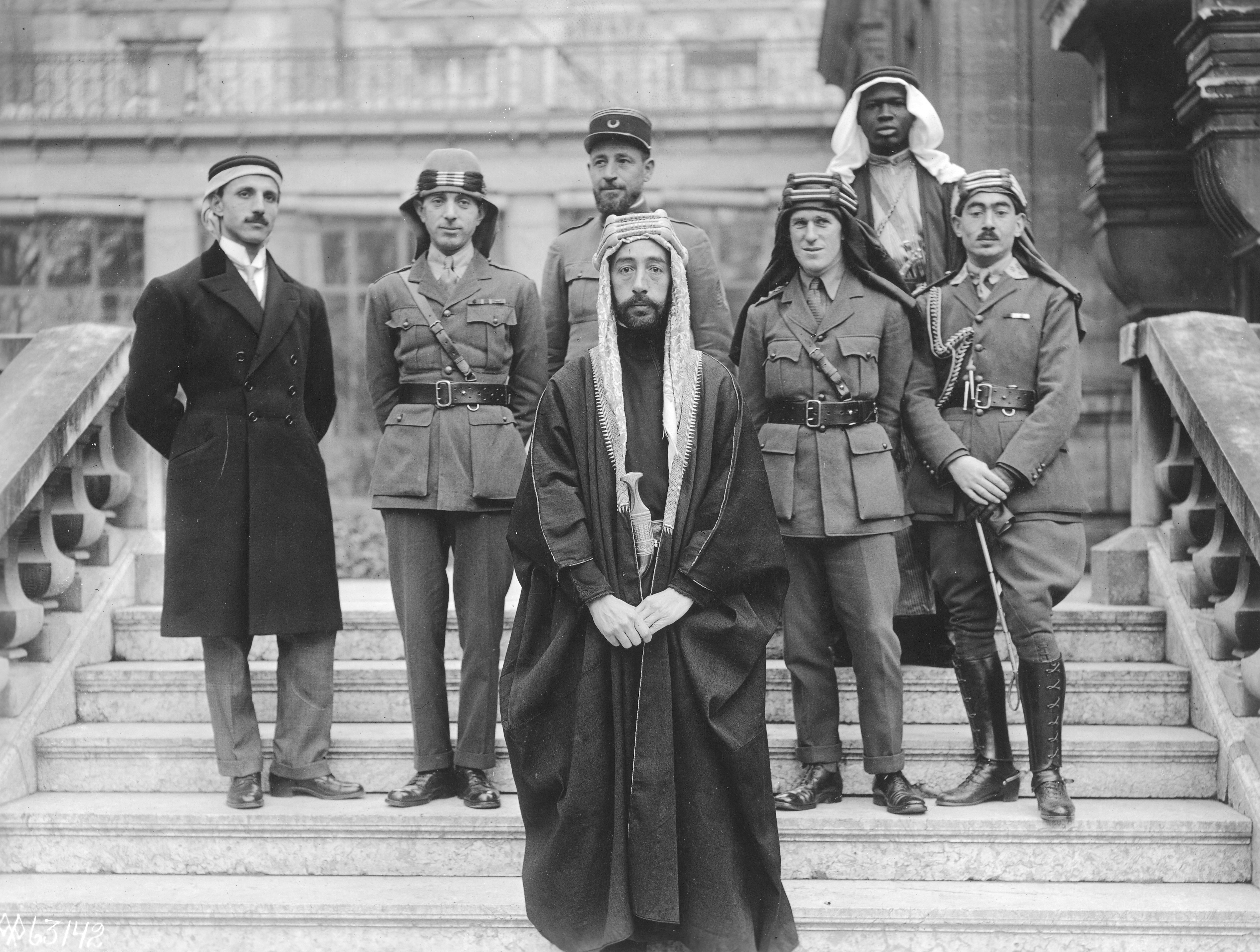
Faisal amb T. E. Lawrence i la delegazió Hejazi a la Conferència de Pau de París de 1919.

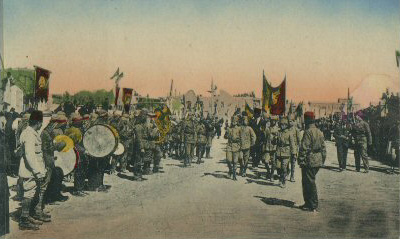
Proclamació de Faisal I com a rei de Síria en 1920.

Després de la guerra, a la Conferència de Pau de París del 1919, Faisal va empenyer per la independència àrab. En la Conferència els victoriosos aliats van decidir la sort de les nacions vençudes de les Potències Centrals, especialment qui havia de controlar els seus territoris, com per exemple les possessions de l'Orient Mitjà de l'Imperi Otomà. L'estatus de les terres àrabs de l'Orient Mitjà fou objecte d'intenses negociacions entre els francesos i britànics. El maig de 1919, els primers ministres francès i britànic es van reunir al Quai d'Orsay per decidir entre ells sobre les seves respectives reclamacions per territoris o àmbits d'influència en l'Orient mitjà. La trobada va decidir que, a canvi d'una garantia britànica del control francès a Síria, els britànics obtenien el mandat sobre el vilayat de Mossul i sobre Palestina.
Aproximadament a la mateixa hora, un compromís nord-americà va donar lloc a un conveni per a la creació d'una comissió per determinar els desitjos de la població. Tot i que inicialment van donar suport a la idea, la Gran Bretanya i França, finalment no van participar en la comissió que fou només nord-americana (Comissió King-Crane de 1919).:268 Les conclusions de la comissió, no publicades fins al 1922, després de la votació sobre els mandats de la Lliga de les Nacions, indicaven un fort suport àrab a un estat independent àrab i una forta oposició a la presència francesa.

## Creació

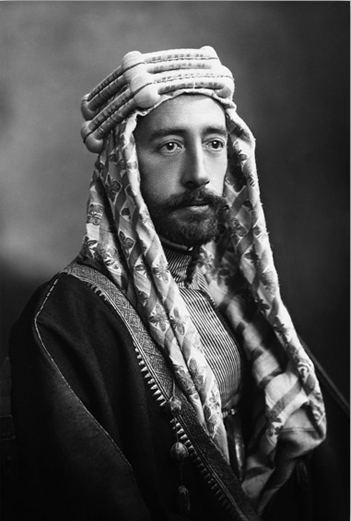
L'Emir Faisal.

Estàndard del rei de Síria.

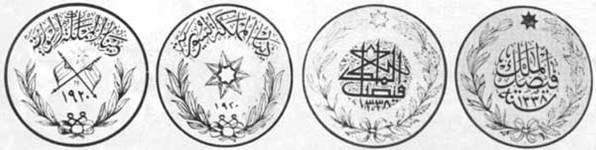
Monedes del regne àrab.

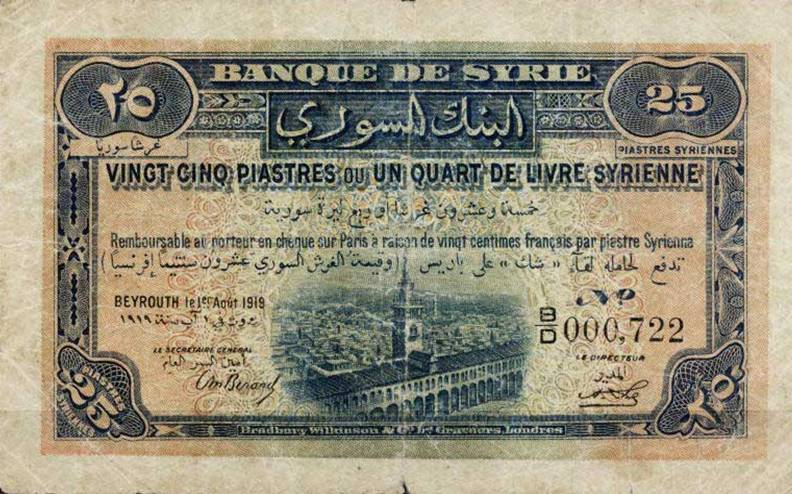
Billet de 25 piastres emès a Beirut per part del Banc de Síria el 1919. El Banc de Síria, que més tard va ser rebatejat com el Banc de Síria i Gran Líban va continuar emetent moneda tant per Síria i el Líban fins a la dècada de 1950.

Aquests esdeveniments a Europa van portar a les societats nacionalistes de Síria com al-Fatat (Societat Jove Àrab) a fer els preparatius per a un congrés nacional. Aquestes societats nacionalistes van advocar per una completa independència en un Regne Àrab Unit sota Faisal. La Comissió King–Crane va anima els esforços per la unitat i convocar eleccions que es van convocar incloent representants d'arreu de les terres àrabs, incloent Palestina i el Líban, tot i que els funcionaris francesos impedien a molts dels representants d'arribar. La primera sessió oficial del Congrés de Síria es va celebrar el 3 de juny de 1919 i el membre d'al-Fatat Hashim al-Atassi va ser elegit el seu president.:17
Quan la Comissió King–Crane va arribar a Damasc el 25 de juny de 1919, es va trobar amb una ràfega de fulletons que deien "Independència o Mort". El 2 de juliol el Congrés Sirià va aprovar una sèrie de resolucions cridant per a una monarquia constitucional completament independent amb Faisal com a rei, demanant ajuda dels Estats Units, i el rebuig de qualsevol dels drets reclamats pels francesos.:19 Qualsevol esperança que Faisal podia tenir d'una ajuda dels britànics o nord-americans vindria per la seva ajuda i contrarestar els moviments francesos es va esvair ràpidament, sobretot després de l'acord anglo-francès per a la retirada de les tropes britàniques de Síria i el final del govern militar britanic a Síria.
El gener de 1920, Faisal es va veure obligat a un acord amb França, que estipulava que França hauria de mantenir l'existència d'un estat a Síria i no podria estacionar tropes a Síria però el govern francès restaria l'únic govern en subministrar assessors, consellers i experts tècnics.:167 Les notícies d'aquest compromís no presagiava res de bo per Faisal que era vehement anti-francès, i pels partidaris de la independència que immediatament van pressionar a Faisal per invertir el seu compromís, el que finalment va fer. Arran d'aquesta inversió van tenir lloc atacs violents contra les forces franceses i el Congrés Sirià es va reunir el març de 1920 per declarar Faisal com a rei de Síria i oficialment establir el Regne Àrab de Síria amb Hashim al-Atassi com a Primer Ministre i Yusuf al-'Azma com a Ministre de la Guerra i de Cap d'Estat Major.
Aquesta acció unilateral immediatament va ser repudiada per britànics i francesos i la Conferència de San Remo va ser convocada per les Potències Aliades a l'abril de 1920 per a determinar l'assignació d'un mandat inter-aliat a l'Orient mitjà. Aquest va ser, al seu torn, rebutjat per Faisal i els seus seguidors. Després de mesos d'inestabilitat i la impossibilitat de fer bones les promeses a la francesa, el comandant de la força francesa General Henri Gouraud va donar un ultimàtum al rei Faisal el 14 de juliol de 1920 i va exigir la rendició o la guerra.:215

## Dissolució

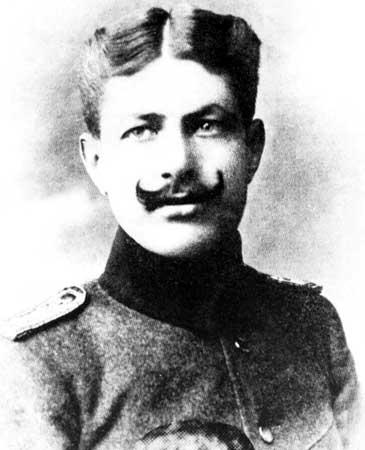
General Yusuf al-Azma

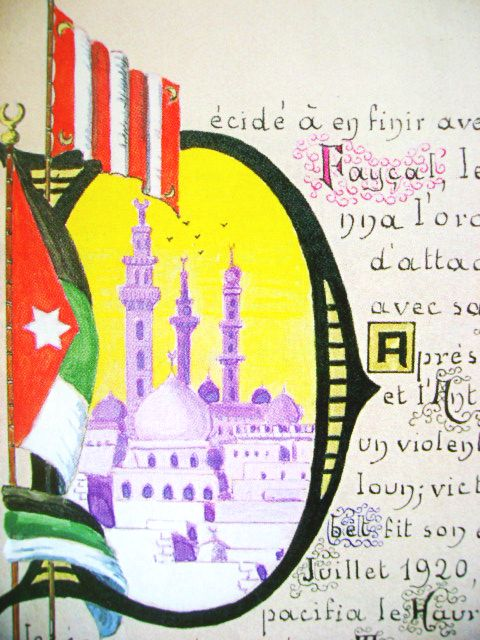
Dibuix francès celebrant la captura de Damasc el 1920

Preocupat sobre els resultats d'una llarga i sagnant lluita amb els francesos, el rei Faisal es va rendir. No obstant això, Yusuf al-'Azma, el ministre de defensa, va ignorar l'ordre del rei i va mobilitzar un petit exèrcit per fer front a l'avanç francès a Síria. Aquest exèrcit depenia principalment d'armes individuals i no va ser rival per l'artilleria francesa. A la Batalla de Maysalun, l'exèrcit sirià va ser fàcilment derrotat pels francesos, amb el General al-'Azma morint durant la batalla. La pèrdua del liderat va portar al setge i captura de Damasc, el 24 de juliol de 1920 i el mandat francès per Síria i el Líban es va posar en vigor a partir de llavors.

## Llegat
Després d'entregar-se a les forces franceses, Faisal va ser expulsat de Síria i va anar a viure al Regne Unit a l'agost de 1920. L'agost de 1921 se li va oferir la corona de l'Iraq sota el Mandat Britànic de l'Iraq.
Un govern pro-francès sota la direcció de 'Alaa al-Din al-Darubi es va instal·lar un dia després de la caiguda de Damasc, el 25 de juliol de 1920.:37 L'1 de setembre de 1920 el general Gouraud va dividir el mandat francès de Síria en diversos estats més petits com a part d'un esquema francès per fer més fàcil el control de Síria.
El Regne, a través de la seva curta i tumultuosa existència, seria un tema de gran inspiració per a posteriors moviments d'alliberament àrabs. Seria la sovint repetida història d'un poble àrab trencant els seus lligams colonials només per ser castigat pel seu fervor revolucionari i per la seva resistència a les potències imperials. El simbolisme de la caiguda del regne de Síria també va escampar profunda desconfiança en les potències Europees, que van ser vistes com a mentiders i opressors.